# Інвентарне кріплення
Кріплення інвентарне (рос. крепь инвентарная, англ. unitary support, нім. Inventarausbau m, Bestandsausbau m) — багаторазове, швидкорозбірне, переносне, металеве рамне гірниче кріплення для підготовчих виробок з невеликим терміном служби. Модифікації К.і. — неповні і повні рами з прямими і криволінійними розсувними стояками і клиновими або кулачковими вузлами податливості. Верхняки рам головним чином прямолінійні. Складові ланки рам виготовляють зі спецпрофілю або з металевих труб. 